# Morlancourt British Cemetery N°1
Le   Morlancourt British Cemetery N°1 (Le Cimetière britannique N°1 de Morlancourt )  est un cimetière militaire de la Première Guerre mondiale situé  sur le territoire de la commune de Morlancourt, dans le département de la Somme, à l'est d'Amiens.

## Localisation
Ce cimetière est situé à 400 m à l'ouest du village, au beau milieu des prés. Il est accessible par un étroit sentier gazonné d'une centaine de mètres.

## Histoire

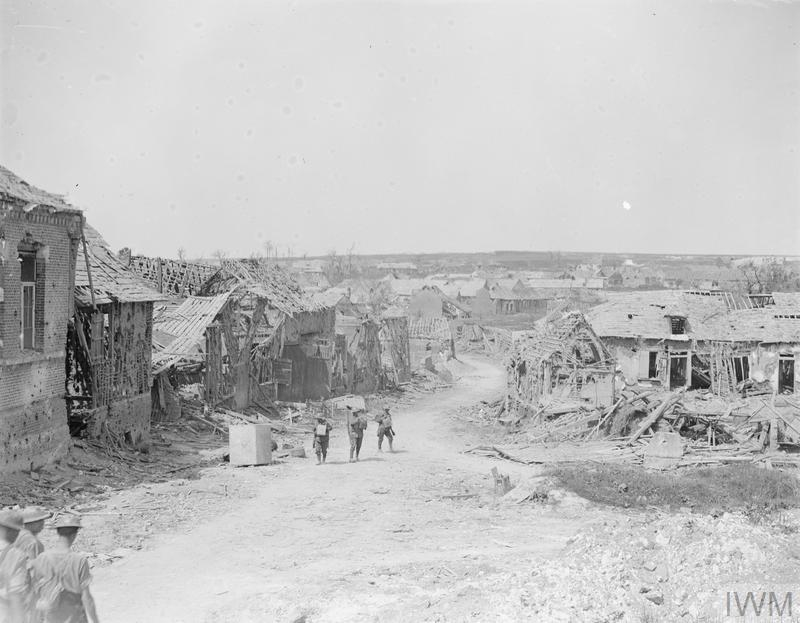
Soldats britanniques dans les ruines de Morlancourt en aôut 1918.

Le village de Morlancourt est resté loin des combats jusqu'en mars 1918, date à laquelle il se trouva sur la ligne de front lors de l'Offensive du printemps de l'armée allemande. Le village en ruines fut repris définitivement le 9 août 1918 par  le Cambridge Regiment et ses chars.

Lors de la Bataille de la Somme  qui débuta le 1er juillet 1916, le  village de Morlancourt fut utilisé par les ambulances de campagne pour soigner les blessés. Ce cimetière fut utilisé de juillet à août 1916 pour inhumer les soldats décédés des suites de leurs blessures. 

Le cimetière comporte aujourd'hui 75 sépultures de soldats britanniques  dont quatre sont non identifiés

## Caractéristiques
Ce cimetière a un plan rectangulaire très allongé de 50 m sur 7. Il est entouré d'un muret de mellons.

## Sépultures
| Pays        | Sépultures |
| ----------- | ---------- |
| Royaume-Uni | 75         |

## Galerie

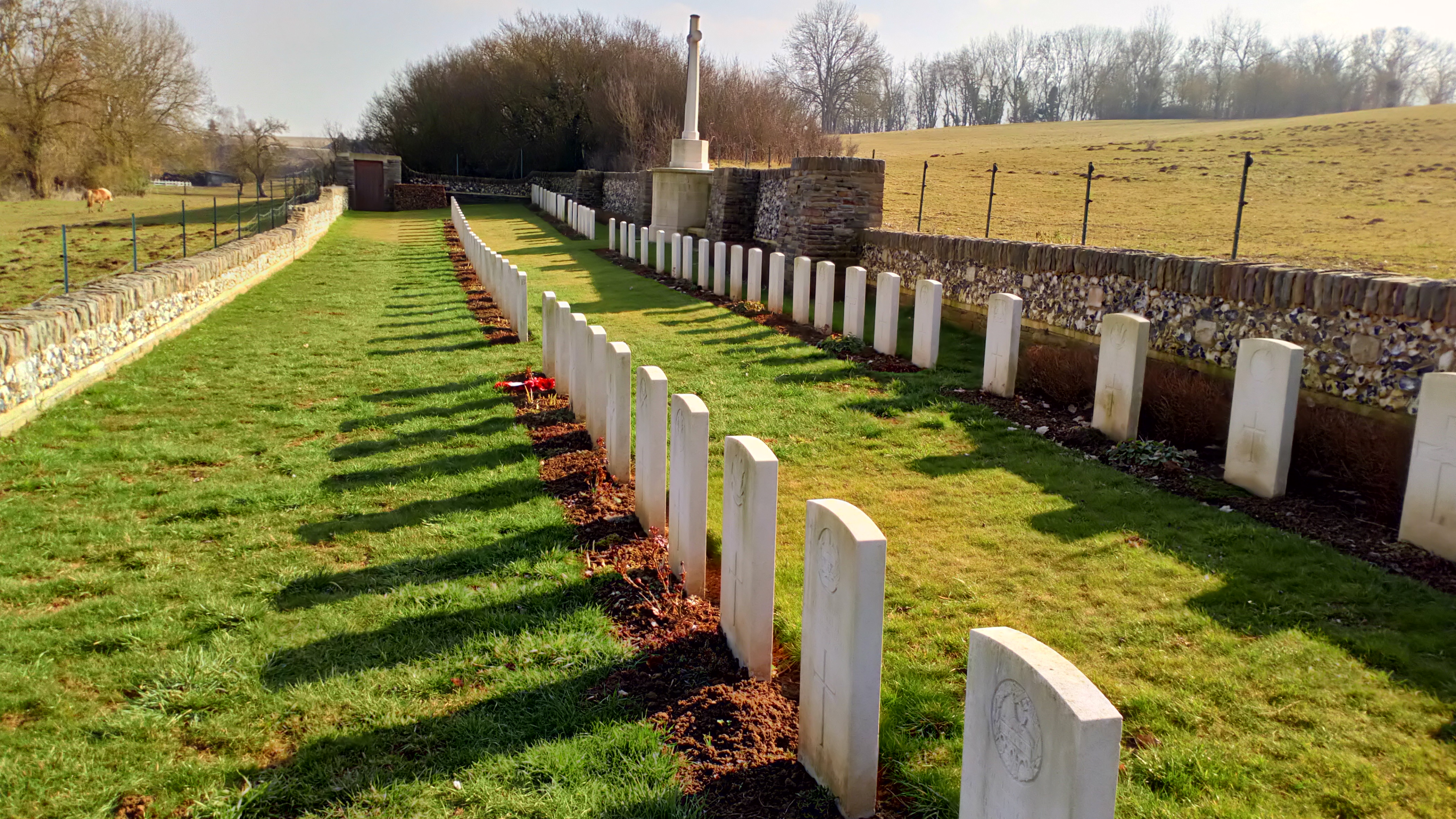
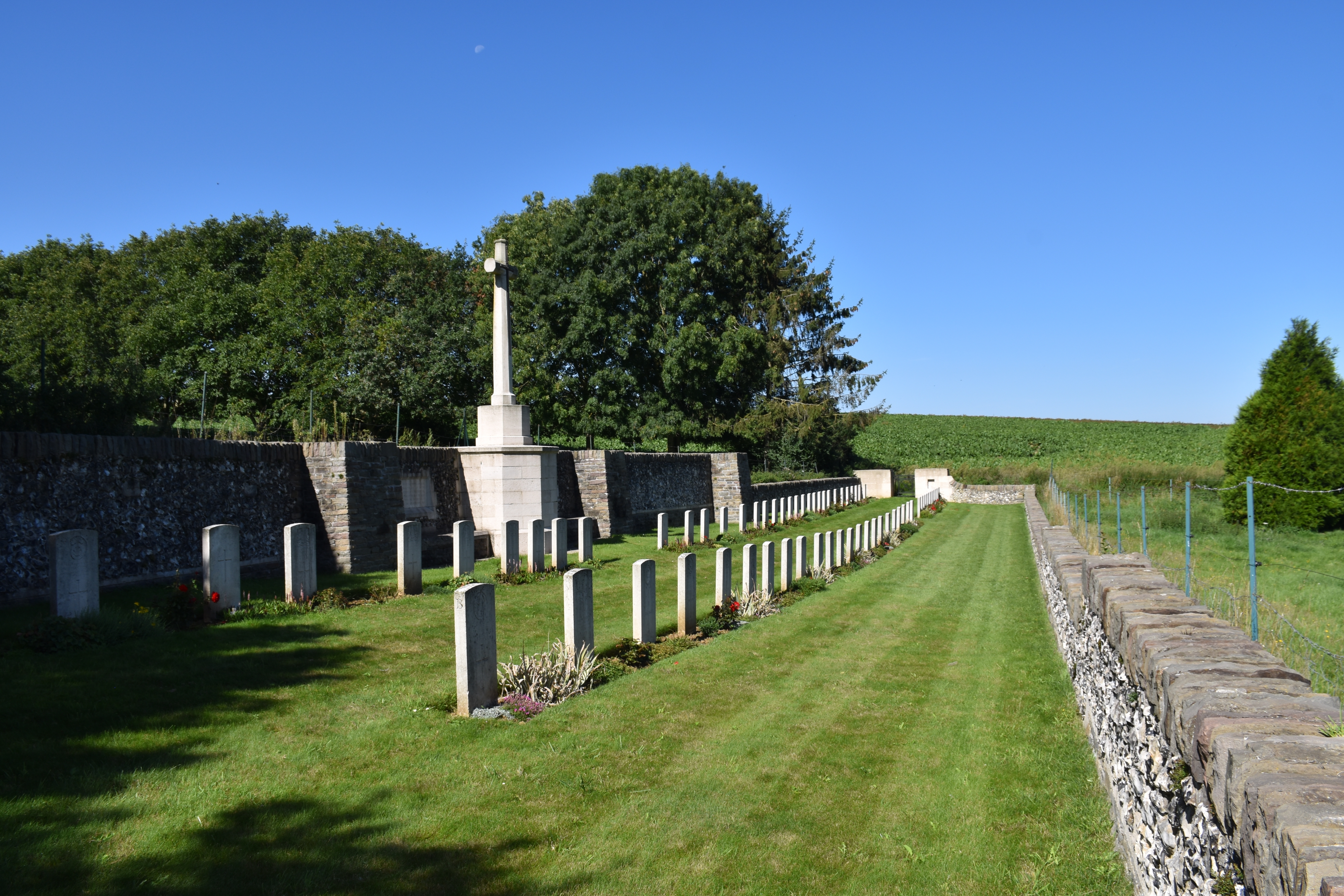
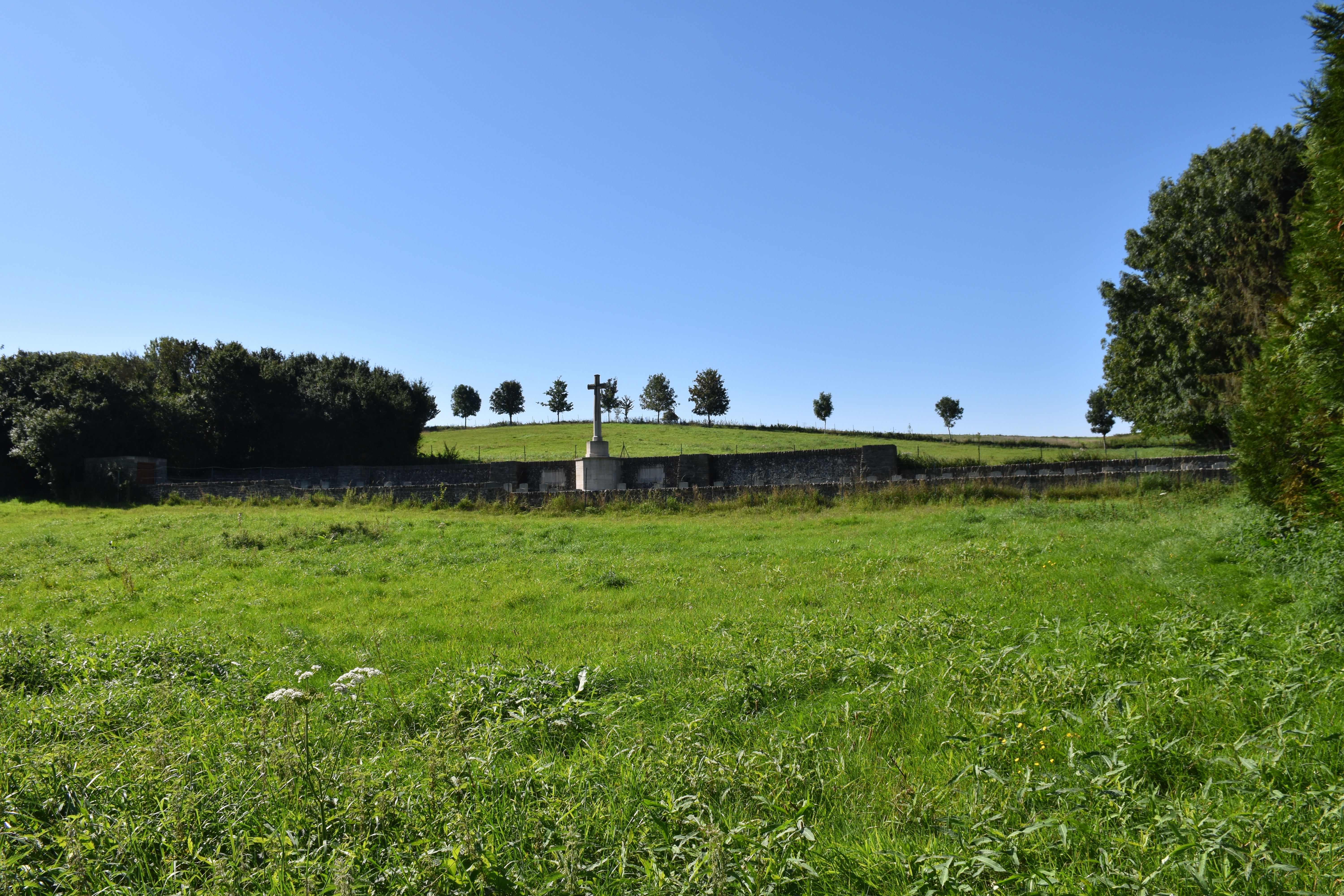
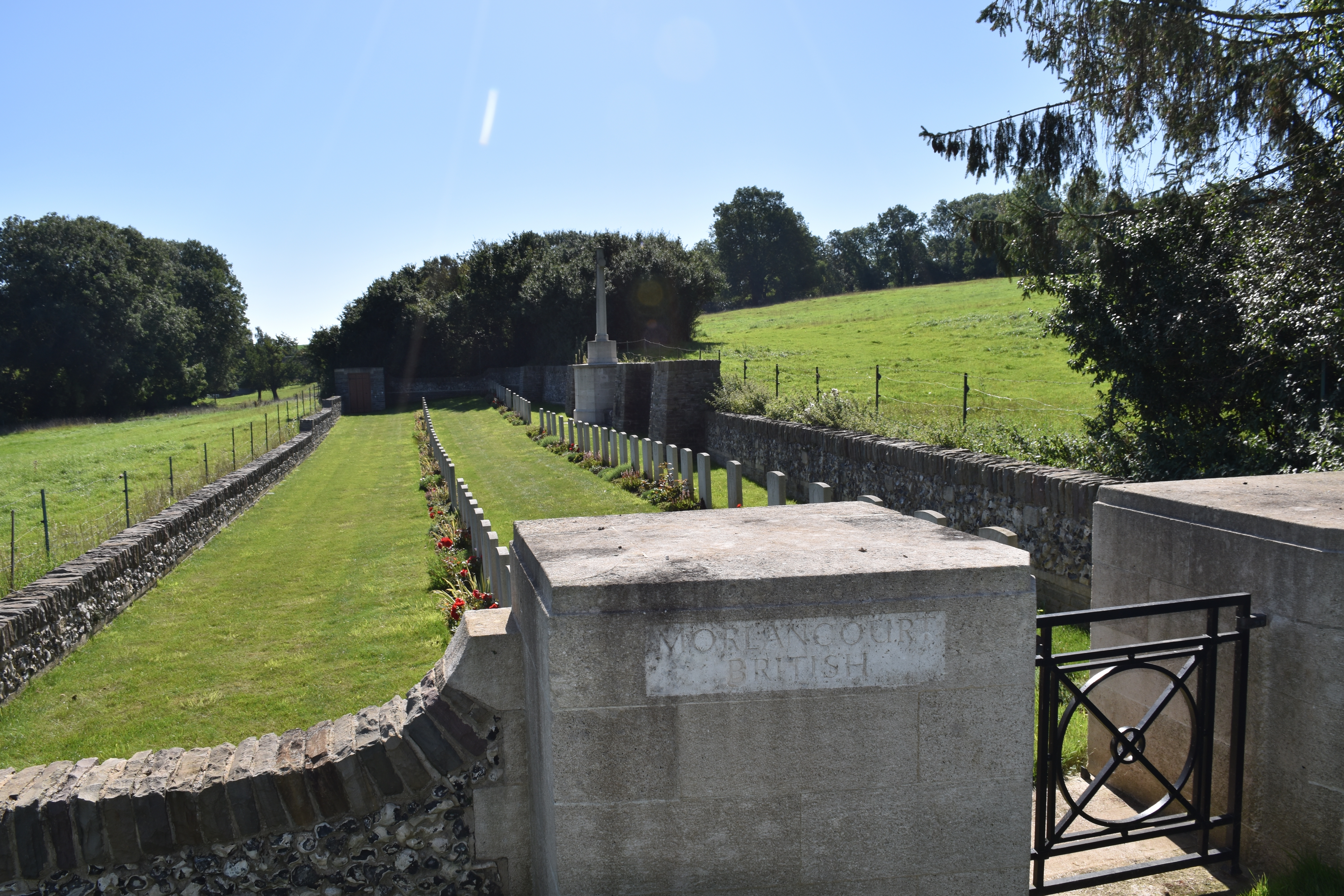
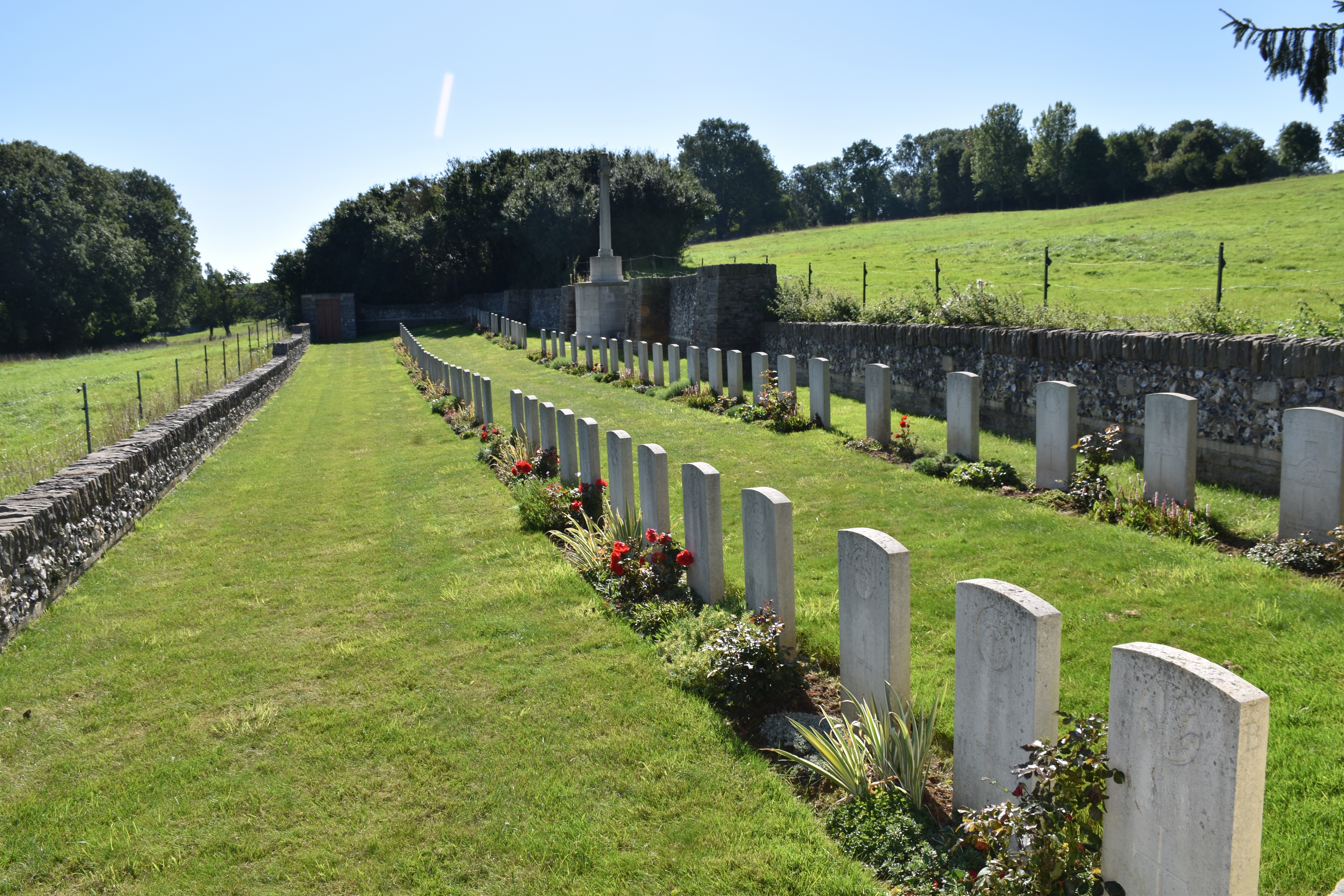
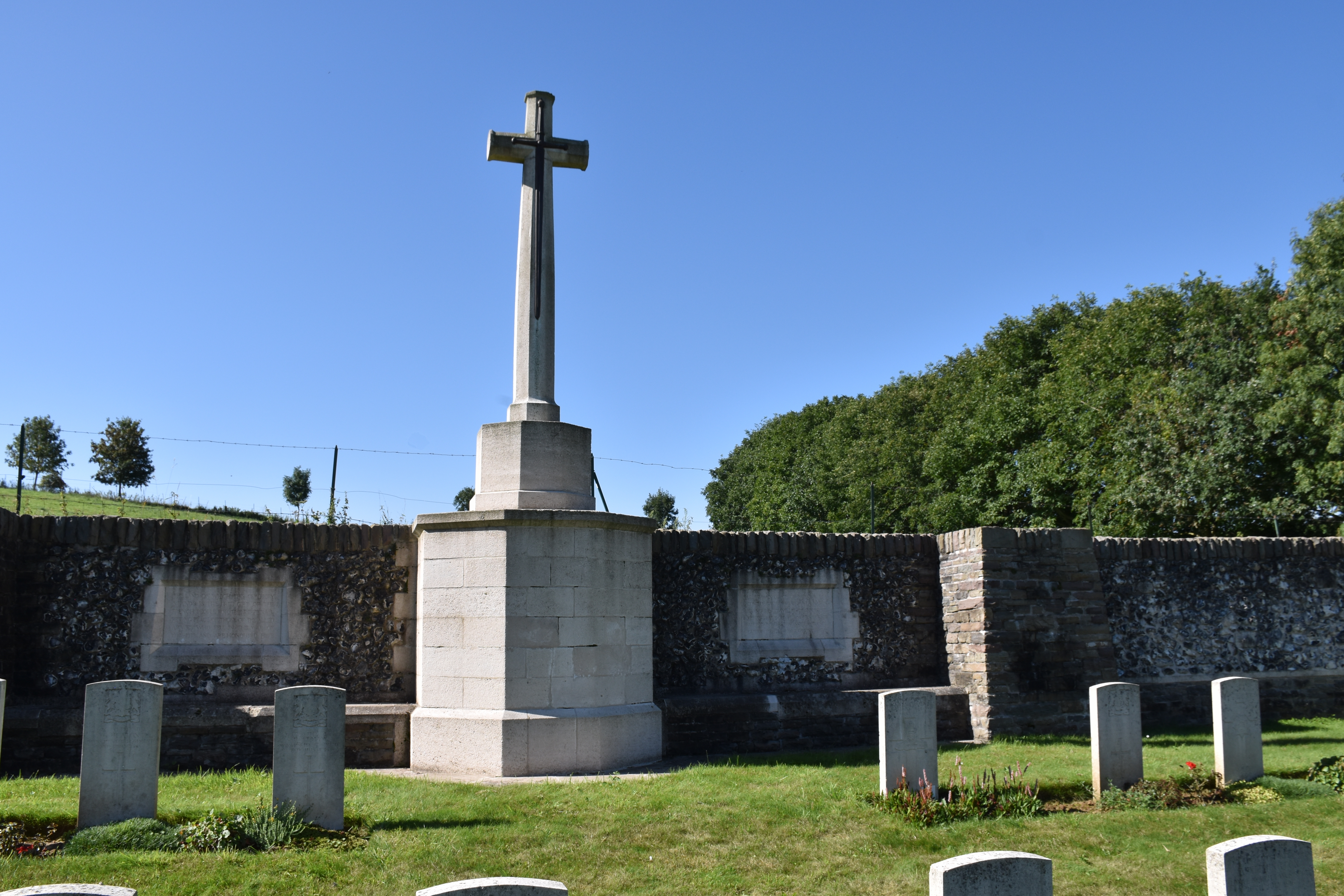
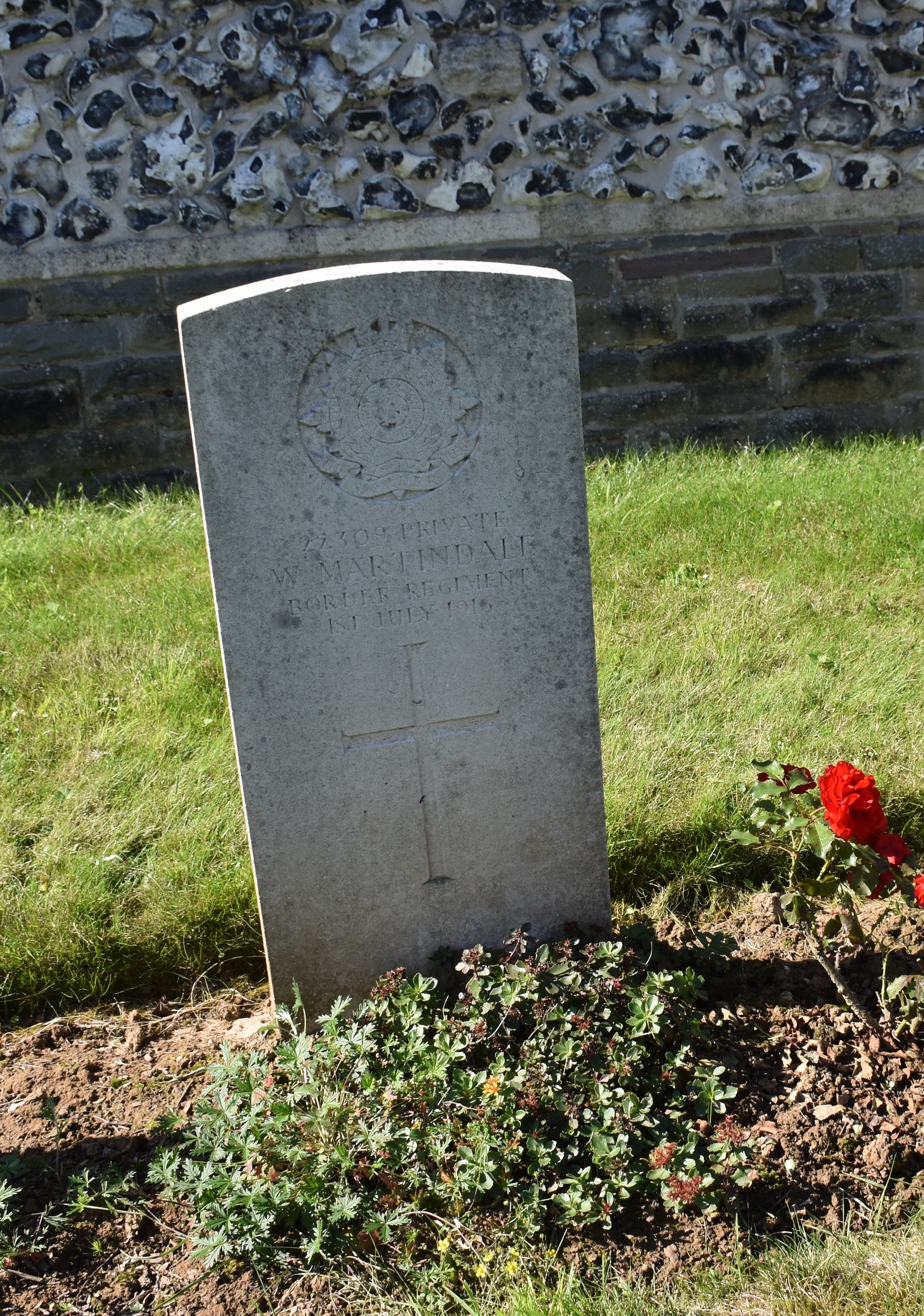
W. Martindale tombé le 1er juillet 1916, premier jour de la Bataille de La Somme.